# Imbrasia rubra
Imbrasia rubra är en fjärilsart som beskrevs av Eugène Louis Bouvier. Imbrasia rubra ingår i släktet Imbrasia och familjen påfågelsspinnare. Inga underarter finns listade i Catalogue of Life.